# Годовиця
Годовиця — село в Україні, у Львівському районі Львівської області. Відстань до обласного центру становить 13 км, що проходить автошляхом обласного значення; до райцентру становить 6 км, що проходить автошляхом місцевого значення. Відстань до найближчих залізничних станцій Глинна-Наварія становить 5 км та Оброшин становить 3 км.
Село є центром Годовицько-Басівської сільської ради, до котрої входять села Годовиця, Басівка. Населення становить 872 осіб.

## Населення
За даними всеукраїнського перепису населення 2001 року в селі мешкало лише 877 осіб:
| українська | 872 | 99,43 |
| російська  | 3   | 0,34  |
| польська   | 2   | 0,23  |

## Історія

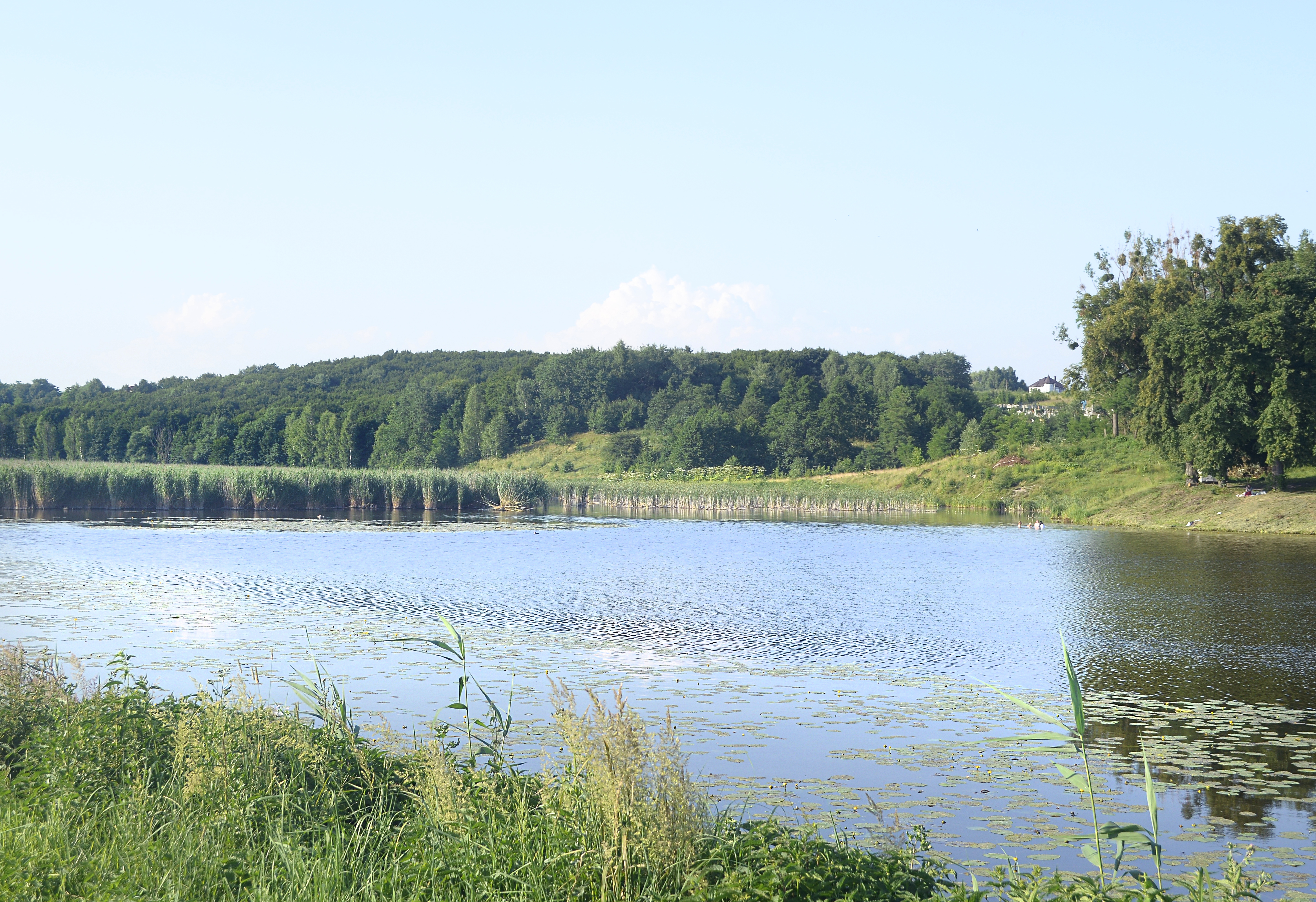
Став у Годовиці.

Оскільки про існування села відомо з XIV століття, це свідчить про його існування ще у княжі часи. Перша згадка про датується 1371 роком коли після польського завоювання Галицької Русі — Ян Кміта), староста руський, передав село Годовицю церкві святого Івана Хрестителя, що знаходилась у передмісті Львова, та монастирю святого Василія у Львові, для порятунку душі колишнього власника села Петра. Акт, де зафіксовано цю подію, видано у Львові на ранок 12 листопада 1371 року. В акті вказується, що село передається деканату святого Івана у Львові. (лат.), (пол.) Після смерті останнього декана Яна Крупського, рішенням Апостольського нунція Й. Ф. Коммендоні від 16 листопада 1564 року, село вийшло з-під управління святоіванівських деканів та перейшло до Львівській єпархії. Цей акт був надрукований також у додатку до «Gazety Lwowskiej» № 9 за 1858 рік та в «Aktach ziemskich i grodzkich» том 2, 4-5 с.
У 1421 році польський король Владислав II Ягайло актом, виданим в Нєполоміцах, перевів село Годовиця з руського та польського права на німецьке. Греко-католицька громада села належала парафії церкви святого Димитрія в Наварії, Оброшинського деканату, пізніше Городоцького деканату Львівського протопресвітерату. Точно невідомо, коли в селі була утворена латинська парафія, але припускають, що це було близько 1498 року. У податковому реєстрі 1515 року в селі документується спустошений млин і 3 лани (близько 75 га) оброблюваної землі. У XIX столітті, крім самої Годовиці, до складу римо-католицької парафії також входили Басівка, Малечковичі і Пустомити, у міжвоєнний період лише Басівка. Перша школа в Годовиці з'явилася у 1846 році.
На 01.01.1939 в селі було 1330 жителів, з них 220 українців, 1080 поляків, 30 євреїв. Село належало до Львівського повіту Львівського воєводства, входило до ґміни Наварія.
10 березня 1947 року відділом УПА було знищено дільницю радянського "істребітєльного батальйону", яка розташовувалась у Годовиці.
В радянський період в селі був розташований відділ Оброшинського науково-дослідного господарства. Побудована восьмирічна школа.

## Пам'ятки архітектури

### Парафіяльний костел Усіх Святих

#### Історія
Незважаючи на те, що про первинний костел у Годовиці та інші споруди, збудовані до першої половини XVIII ст., про них залишилося небагато відомостей. Відомо, що в першій половині XVI ст. на тому самому місці, де знаходиться нині костел, був дерев'яний храм. Ці дані випливають із опису розміщення ставу, про використання якого сперечалися тодішній годовицький парох о. Якуб та львівський декан о. Ян Крупський.

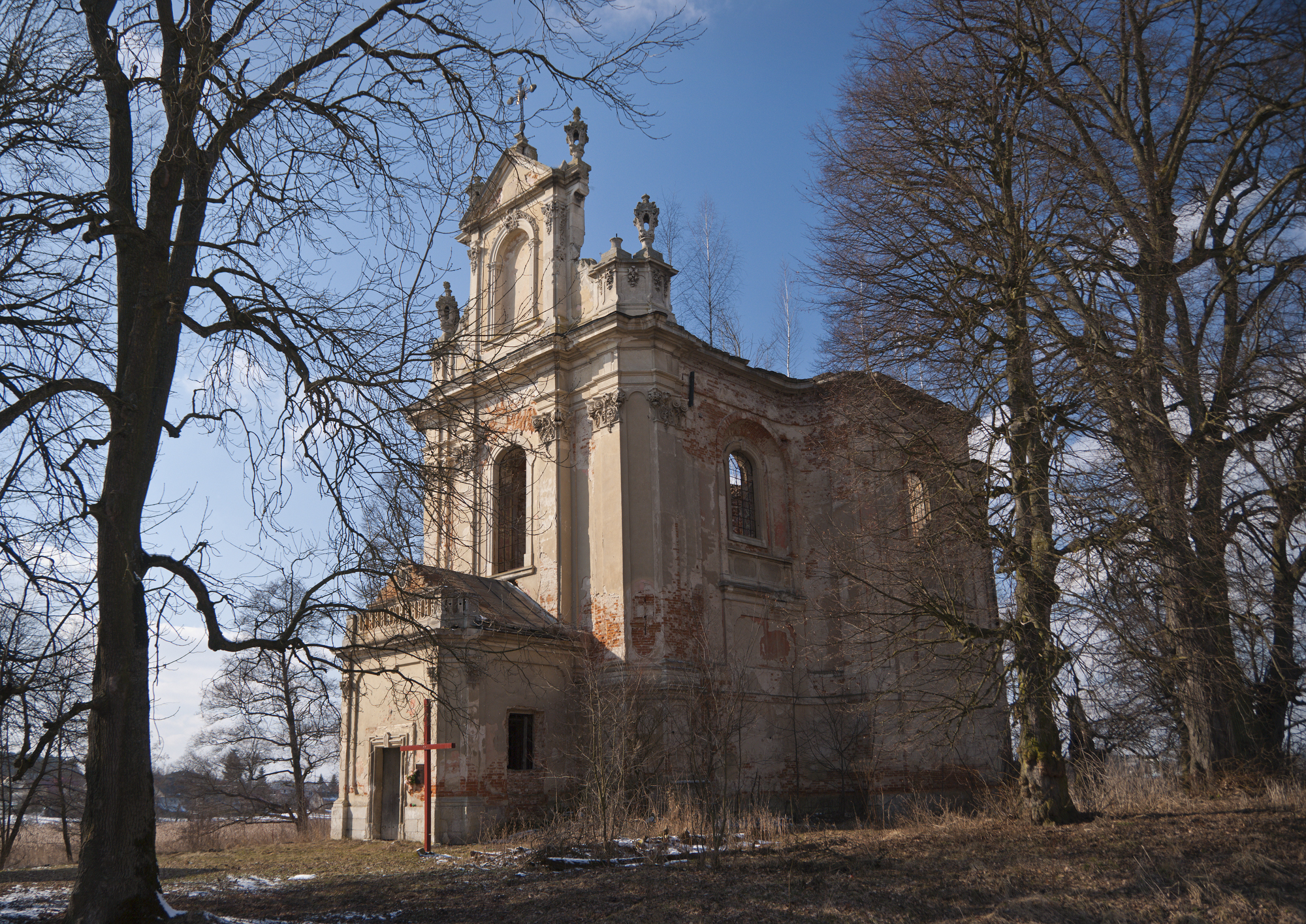
Костел Усіх Святих у Годовиці

У 1618-1621 рр. латинський костел як у Годовиці, так і у сусідньому селі Наварія були розібрані. Причиною був їхній аварійний стан, спричинений сильним понівеченням та руйнуванням від частих татарських набігів. Вже у 1631 р. храм в Годовиці було відбудовано та освячено львівським вікарієм Єжи Ґєдзіньським лише у 1685 році.
У протоколі генеральної візитації Львівської єпархії за 1716—1725 рр. цей костел був описаний, як «проста кам'яна будова» (лат. ex lapidibus simplicis structura), його головний вівтар — як мистецька скульптура (лат. arte sculptoria factum), освячений в ім'я Усіх Святих. Два бічних вівтарі храму були освячені в ім'я Діви Марії та святої Анни — це були належним чином намальовані образи (лат. imagines decenter pictae), а четвертий вівтар був освячений в ім'я святого Миколая — як твір коштовний, красивий (лат. arte arcaria honestum). Решта інвентарю храму було дуже бідне, при костелі не було шпиталю, та навіть не діяло жодне братство. Тодішнім ксьондзом був Фабіан Мачковіч. Єдиним що збереглося від цієї споруди, є невеликий кам'яний картуш, який і зараз увінчує храм.
Тоді ж само повстало питання будівництва нового мурованого храму. За організацію робіт узявся львівський канонік та архидиякон Стефан Мікульський, який і виступив головним меценатом, спонсором будівництва нового мурованого парафіяльного костелу. Саме Мікульський обрав проєкт Бернарда Меретина, творця собору святого Юра у Львові, що був одним із найвизначніших зодчих свого часу. Авторство Меретина підтверджене його підписом на задній стороні однієї із різьб амвона. Будівництво костела тривало довгих сім років (1751-1758 рр.). Праця над внутрішнім та зовнішнім декором святині тривала ще у 1760-х рр.. Розписом інтер'єрів займався відомий художник Алєксандер Роліньський, автором різьбленого декору є геніальний скульптор Йоган Георг Пінзель у співпраці з Матвієм Полейовським. Костел освячено у 1774 р..
Храм декілька разів перебував на реставрації. У 1926-1927 рр. був відновлений головний вівтар, а в 1929–1931 рр. відновлено внутрішні розписи, частково за рахунок субсидії Воєводського уряду у Львові. Також було проведено електрифікацію святині.
У 1932 р. костел «як характерний тип архітектури XVIII ст. з рококовими мальованими зображеннями в інтер'єрі, розташованою поруч дзвіницею та дровітнею», офіційно був визнаний пам'яткою.
У квітні 1946 р., останній голова годовицької парафії о. Ярослав Хоміцький із більшістю вірян покинули парафію та виїхали до Польщі. Більшість храмового майна вивезено до Сілезії. Окремі реліквії нині зберігаються в латинських храмах Вроцлава — святого Августина, Божого Тіла та святої Ядвіґи (Вроцлав-Швіняри).
В перші роки радянської окупації Західної України, костел використовувався, як господарська споруда, а у 1961 р. був остаточно замкнений. Усі витвори мистецтва, які ще зберігалися у храмі та мали певну історичну цінність, у 1965 р. були перевезені до Львівської картинної галереї, та поміщені в одному з її відділів — Олеському замку. У 1974 р. в костелі сталася пожежа, внаслідок чого вигорів весь дах та невдовзі завалився. Таким чином було втрачено цінні розписи XVIII ст.,
На сьогодні стан безцінного храму жалюгідний. Він є суцільною руїною без даху, склепінь. Хоча територія навколо костелу прибрана та впорядкована. Громада Годовиці хоче реставрувати храм. Голова сільської ради, розраховує на співпрацю з польською стороною щодо проведення реставраційних робіт у святині.

#### Опис храму
Костел знаходиться на березі ставу. Святиня орієнтована на північний-захід. Вівтар орієнтований на захід. Споруда мурована, цегляна, хрестоподібна в плані, розміщена на кам'яному п'єдесталі. Стіни поштукатурені. Храм характеризується скороченим трансептом, притвором тарозміщеним по осі апсиди приміщенням. Колись центральний об'єм завершувався сигнатуркою. Завдяки заокругленим тазрізаним кутам — зовнішній контур плану має пластичні риси. Щодо зовнішнього архітектурного декору, то в будівництві храму Меретин на головному фасаді використав подвійні пілястри коринфського ордеру. Притвор завершується трикутним фронтоном та аттиком у вигляді балюстради. Головний бароковий фронтон прикрашений декоративними вазами. Стіни бокових фасадів розчленовані лізинамина дзеркала. Навпроти фасаду костелу є дзвіниця, яка є мурованою в формібрамки.
Понад головним вівтарем зображення Бога Отця в хмарах і двох ангелів. Обабіч вікон погруддя святих в овальних медальйонах (можна виокремити св. Климента, Йоана Непомука, Йосифа, Франциска, Юду Тадея, Марселіна, Феодула, Станіслава Костку)). На вівтарях у трансепті, у профільованих порожнинах уміщено стінописи, які заміняють вівтарні образи: Непорочне Зачаття і Благовіщеня (ліворуч) та Всі святі й Св. Миколай (праворуч). Основне ж скульптурне оздоблення належало Йоганну Георгу Пінзелю та вважається найбільшим досягненням львівської школи барокової скульптури.
Оригінальний головний вівтар у стилі рококо був увінчаний скульптурою Розп'ятого Ісуса й оточений з боків фігурами двох янголів, Пресвятої Діви Марії  та Йоана Богослова. Перед вівтарем з боків було встановлено на окремих консолях скульптурні групи на біблійні сюжети — «Жертвоприношення Авраама» та «Самсон з левом», які тепер знаходяться у львівському Музеї сакральної барокової скульптури Пінзеля.
Годовицький костел є першою і найдосконалішою роботою Меретина, з цілого ряду подібних костелів (костел Внебовзяття Пресвятої Діви Марії в Бучачі, костел Воздвиження Чесного Хреста у Берездівцях, Лопатині, костел святого Михайла у Раві-Руській, Коломиї, Буську).

#### Чудотворний образ Матері Божої Утіхи
У XIX ст. Годовиця стала відомим відпустовим місцем та перетворилася на паломницький центр.
1852 р. зародився культ поклоніння іконі Утіхи Матері Божої. Це була акварельна копія образу Марії з Немовлям з придорожньої каплиці в Моравії (яка стояла між містами Вевері та Рижовіст). Ікона потрапила у 1798 році до сусіднього села Басівка, а у 1839 р. — до родини Рончковських з Годовиці, де й зберігалася. З часом ікона сильно потемніла, і її власники вирішили замінити її на іншу, але 25 січня 1852 р. Рончковський раптом помітив, що образ сам відновився і тепер виблискує яскравими кольорами. Після того, як спеціальна комісія, прислана зі Львова архієпископом Лукашем Баранецьким, визнала, що це не є фальсифікацією. У 1856 р. чудотворний образ був перенесений до костелу та урочисто встановлений в оновленому вівтарі Непорочного Зачаття Божої Матері, у лівому рамені трансепту. Наступного року в трансепті були виготовлені дерев'яні вівтарні структури та, мабуть, і неорококові шати образу.
У 1934 році Львівський архієпископ РКЦ Болеслав Твардовський урочисто коронував ікону єпископськими коронами. Після Другої світової війни, рятуючи від більшовицько-атеїстичної загрози, ікону було перевезено до Польщі, де вона й зараз зберігається в костелі святого Августина у Вроцлаві.

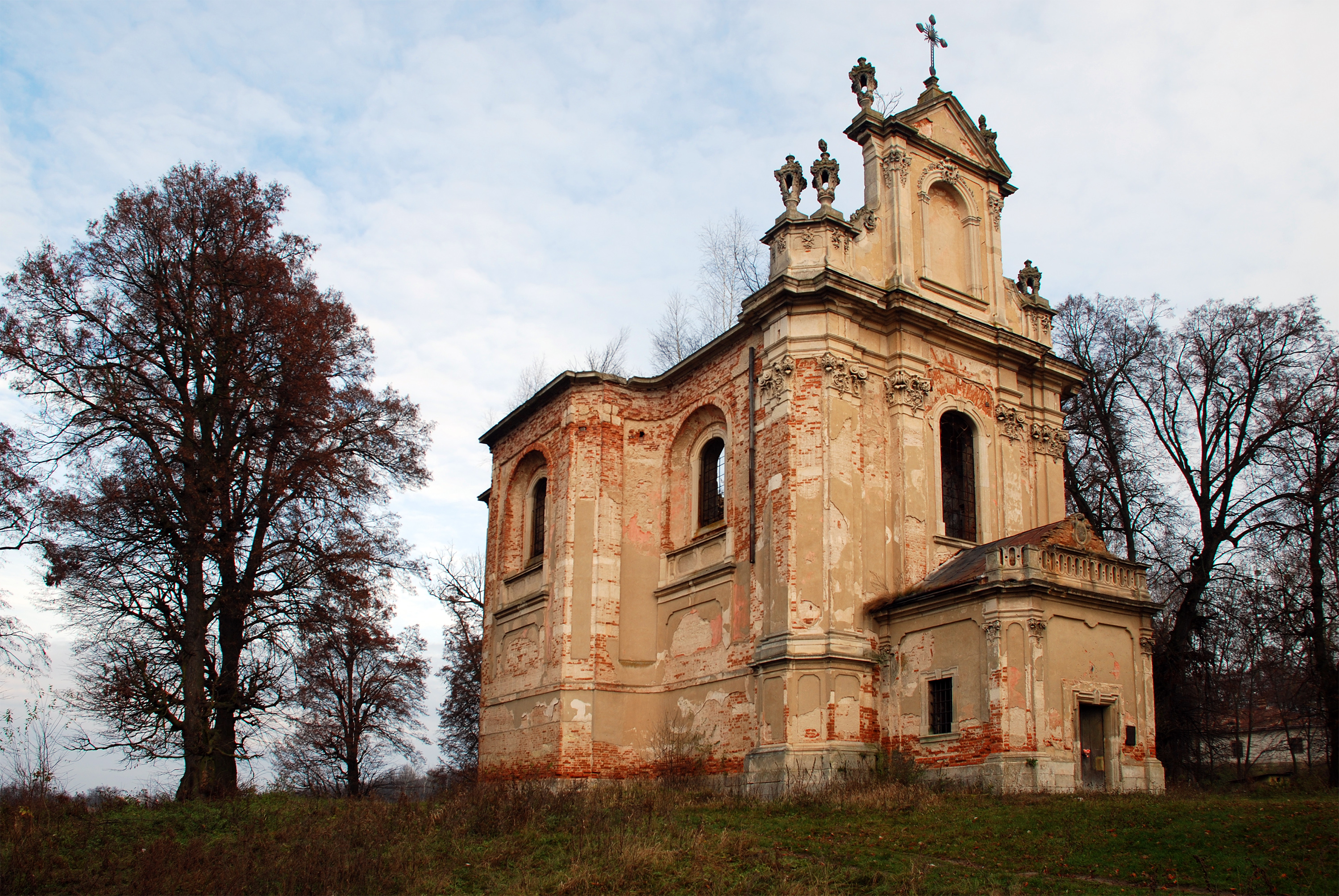
Костел Усіх Святих
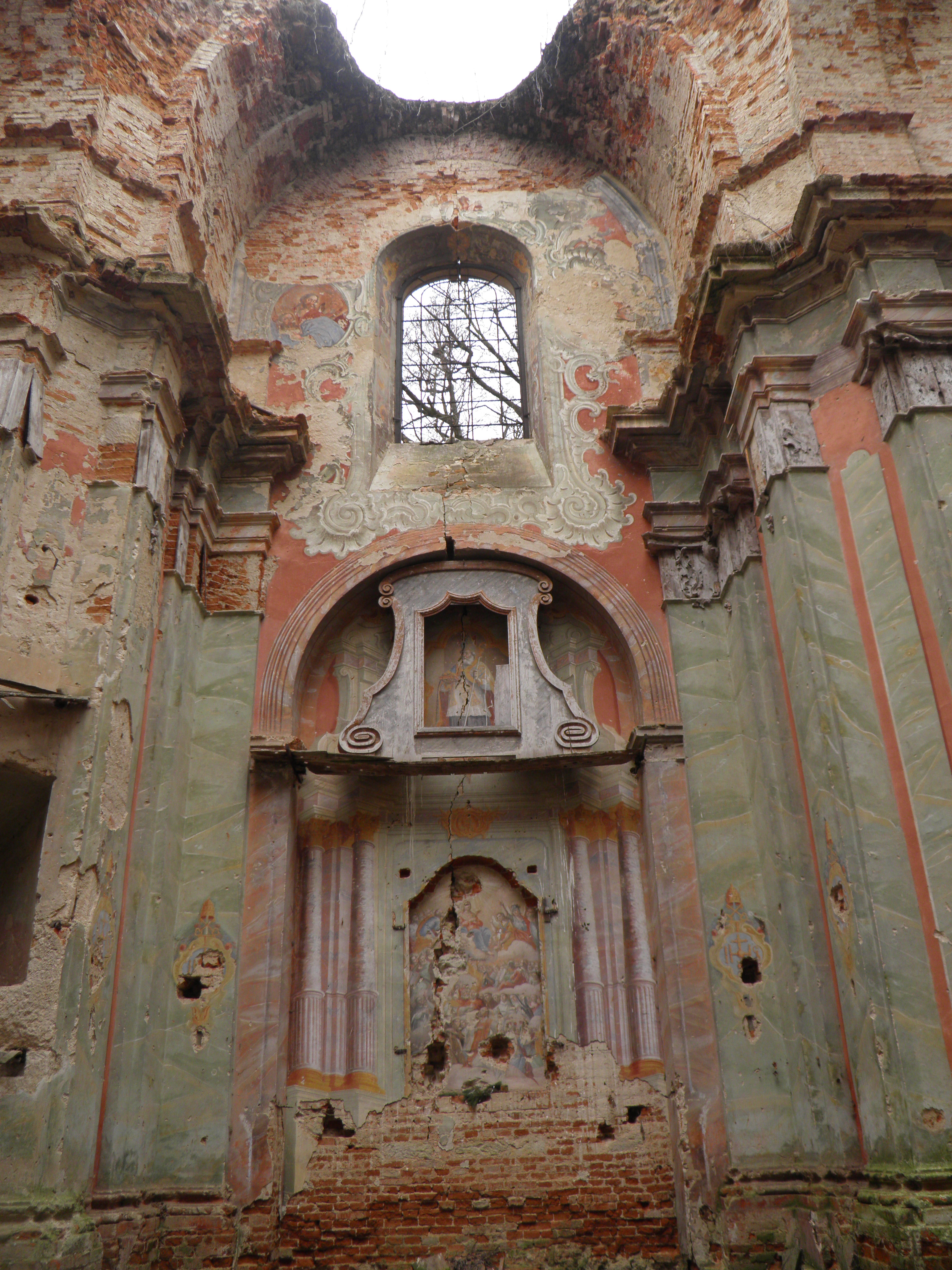
Інтер'єр костелу
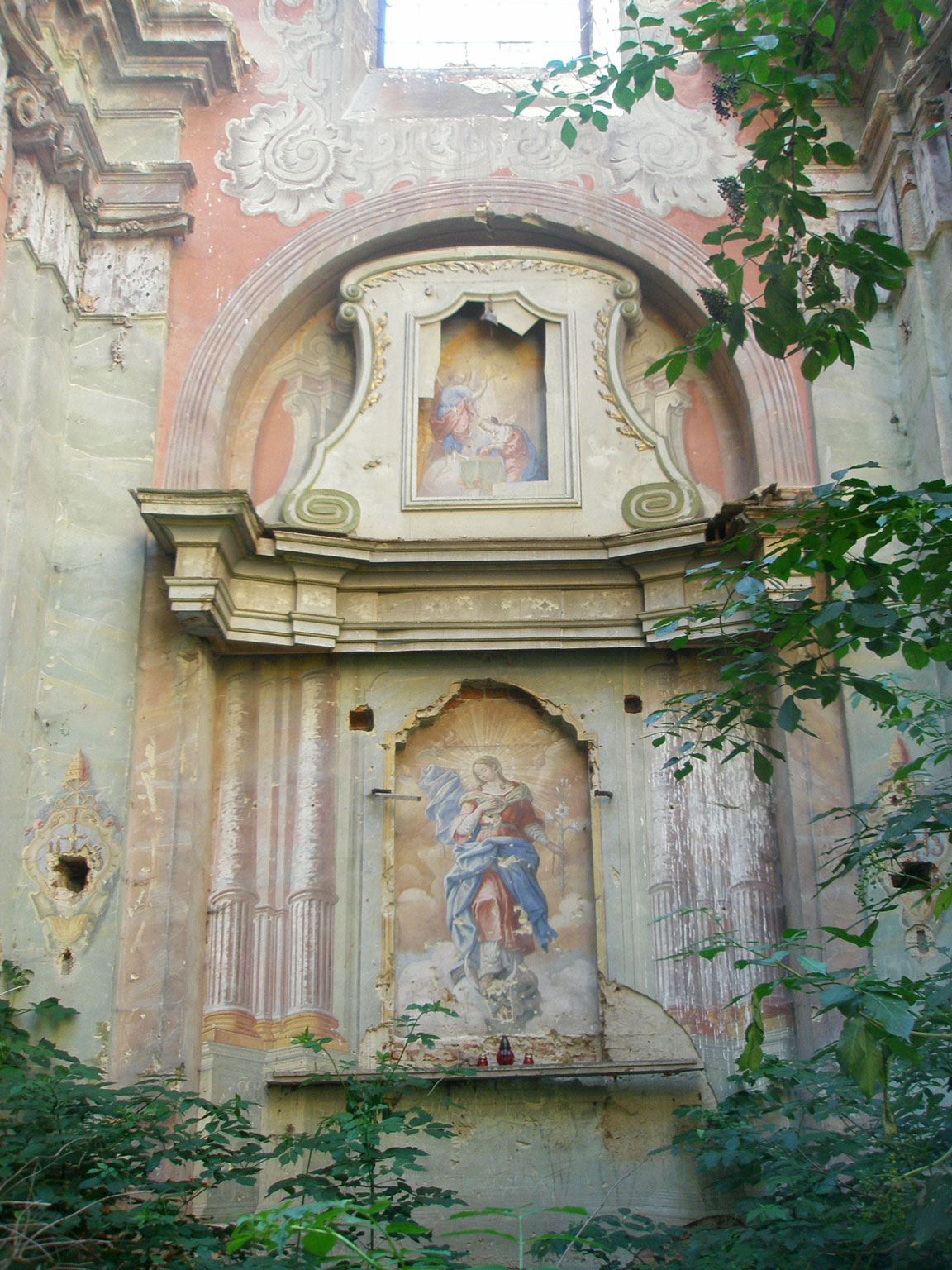
Інтер'єр костелу
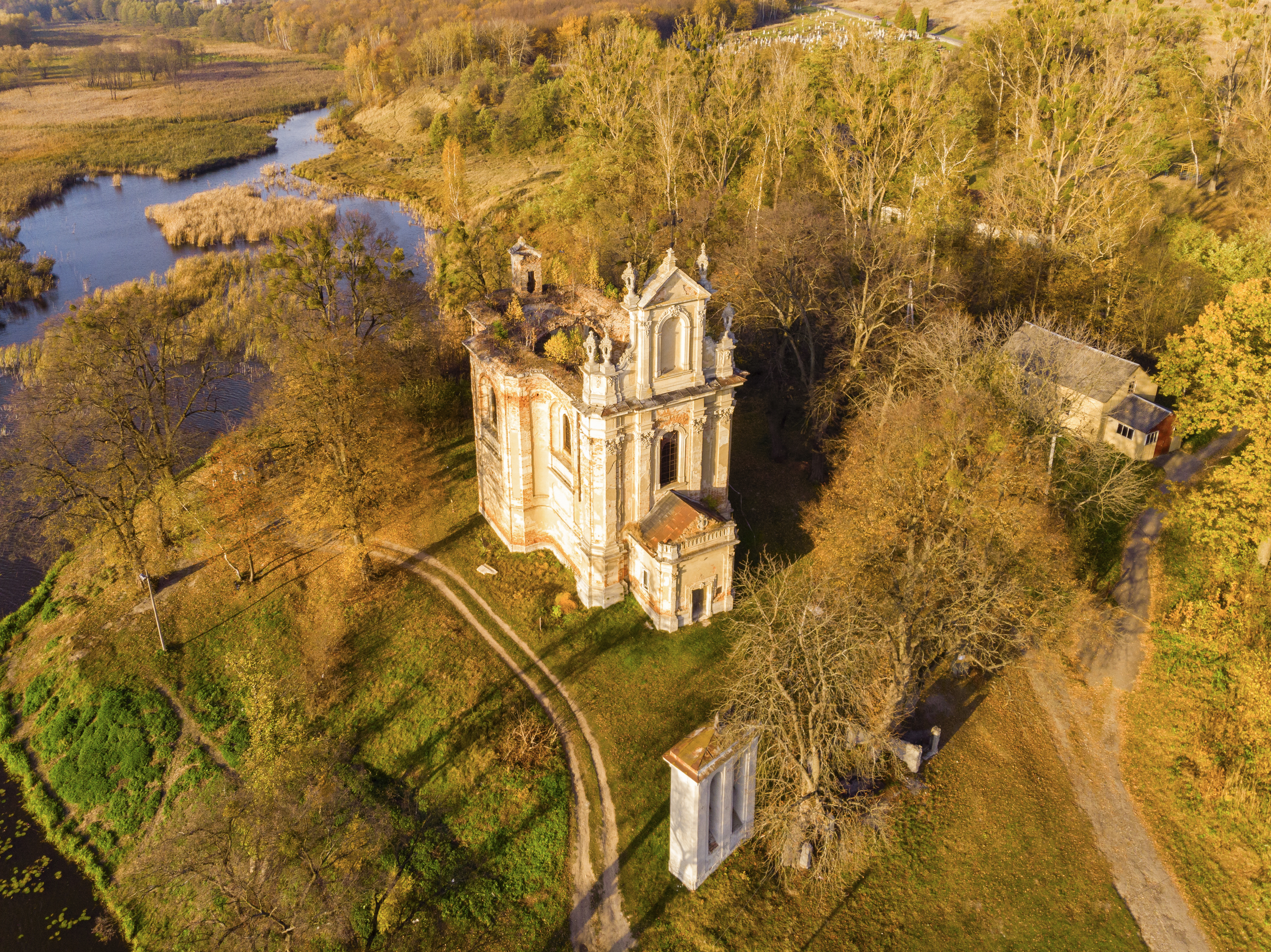
Вид на костел з повітря

## Відомі люди
- Шейко Микола Іванович (*1958) — український медіаменеджер і видавець.
- Щерба Олесь-Юліан Іванович (1997—2023) — український військовослужбовець 710 БрО ДССТ ЗСУ, молодший лейтенант, командир штурмової роти.

Спорт
- Стефан Беган — тренер, родоначальник лижних гонок на Пустомитівщині[19][20].